# Auguste Jorns
Auguste Georgine Gabriele Jorns (* 6. Oktober 1877 in Hannover; † 7. Februar 1966 ebenda) war eine deutsche Volkswirtin, Schulleiterin und Sozialpolitikerin.

## Leben und Werk
Auguste Jorns war die Tochter eines aus Osterode am Harz stammenden Eigentümers eines Kupfer-Walzwerkes und die Schwester der Kunsthistorikerin Marie Jorns. Sie besuchte von 1884 bis 1894 die Höhere Töchterschule und führte nach dem Tod ihrer Mutter ihrem Vater den Haushalt. Erst nach dessen Tod besuchte sie einen der ersten Gymnasialkurse für Frauen in Hannover. Da Frauen die Reifeprüfung nur an einem auswärtigen Gymnasium erwerben konnten, legte Auguste Jorns sie 1907 als Externe am Realgymnasium in Osterode am Harz, im Alter von 30 Jahren, ab. Für die Historikerin Karin Ehrich gehörte sie zu den „Pionierinnen, die in einer Zeit, als es noch keine generellen gesetzlichen Regelungen zur gymnasialen Bildung für Frauen gab, einen mit allerlei Stolpersteinen gepflasterten Weg beschritten.“
Auguste Jorns studierte Volkswirtschaft und Rechtswissenschaften in München, Freiburg im Breisgau und Berlin. 1912 wurde sie mit einer Studie über die Sozialpolitik der Quäker, für die sie Material in der britischen Quäker-Bibliothek Devonshire House Reference Library gesammelt hatte, zum Dr. rer. pol. promoviert. Die 1873 in Philadelphia gegründete Quaker-Vereinigung Friends Historical Association schrieb 1913, es würde die Quäker diskreditieren, dass die erste wissenschaftliche Studie über ihre soziale und philanthropische Arbeit aus den Händen einer deutschen Lady gekommen sei, und empfahl eine kommentierte Übersetzung ins Englische. 1931 wurde die Studie, übersetzt von Thomas Kite Brown, als Buch in New York herausgegeben und unter anderen von Edith Abbott in der sozialwissenschaftlichen Zeitschrift Social Service Review besprochen.

### Wirken in Hannover
Zurück in Hannover übernahm Auguste Jorns 1917 in der Nachfolge von Adelheid von Bennigsen als erste wissenschaftlich gebildete Fachkraft die Leitung des Christlich-Sozialen Frauenseminars (CSF) des Deutsch-Evangelischen Frauenbundes. Bis 1928 war sie die einzige hauptamtliche Lehrkraft und für 19 nebenamtliche Lehrkräfte zuständig. Jorns stellte die Lehrpläne auf und prägte den theoretischen Unterricht. Sie selbst unterrichtete Sozialkunde, Volkswirtschaftslehre, Staatskunde und das Fach Wohlfahrtspflege. Bis 1942 war Auguste Jorns Schulleiterin des CSF, das den größten Teil der städtischen Fürsorgerinnen ausbildete.
Als Mitglied der Deutschen Volkspartei war sie von 1919 bis 1933 eine der ersten Bürgervorsteherinnen im hannoverschen Stadtparlament. Auf dem Hintergrund ihrer fachlichen Kenntnisse und Erfahrungen war sie in dieser Funktion an der Neuordnung und Gestaltung der Wohlfahrtspflege der Weimarer Republik maßgeblich beteiligt und baute in Hannover das Jugendamt mit auf.
1952 wurde sie zur ersten Vorsitzenden des Frauenarbeitskreises der Christlich Demokratischen Union Deutschlands (CDU) gewählt und engagierte sich im Zentralvorstand der niedersächsischen CDU.

## Ehrungen
- Auguste Jorns wurde mit dem Bundesverdienstkreuz 1. Klasse ausgezeichnet.[1]
- Nachdem der Rat der Stadt Hannover 1999 beschlossen hatte, neue Straßen überwiegend nach Frauen zu benennen, die in der Geschichte der Stadt eine bedeutende Rolle gespielt haben, wurde im August 2011 eine Broschüre herausgegeben, die Angaben über bisherige Straßenbenennungen nach weiblichen Persönlichkeiten gibt und eine Reihe von Personen listet, nach denen zukünftig Straßenbenennungen erfolgen sollten. Unter letzteren ist auch eine Kurzbiographie zu Auguste Jorns enthalten.[9]

## Schriften
- Studien über die Sozialpolitik der Quäker, G. Braunsche Hofbuchdruckerei und Verlag, Karlsruhe i. B. 1912
The Quakers as Pioneers in Social Work, übersetzt von Thomas Kite Brown, Macmillan, New York 1931.[10] Zweite Auflage 1969. Als Faksimilie Reprint des Originals bei Kessinger Publishing 2010, ISBN 978-1-162-61623-0
- Die Vereinheitlichung des Lehrstoffs. In: Preußisches Ministerium für Volkswohlfahrt (Hrsg.): Grundsätzliche Fragen zur Ausgestaltung staatlich anerkannter Wohlfahrtsschulen, Berlin 1926, S. 50–55
- Das christlich-soziale Frauenseminar des Deutsch-Evangelischen Frauenbundes. In: Deutsch-Evangelischer Frauenbund (Hrsg.): 30 Jahre Deutsch-Evangelischer Frauenbund, Hannover 1929, S. 29–32
- Vorwort zur Festschrift zum 25-jährigen Bestehen des Christlich-Sozialen Frauenseminars des Deutsch-Evangelischen Frauenbundes in Hannover, Berichte aus der Arbeit ehemaliger Schülerinnen des Christlich-Sozialen Frauenseminars des Deutsch-Evangelischen Frauenbundes in Hannover, Selbstverlag: Deutsch-Evangelischer Frauenbund e. V., Hannover: Wedekind-Straße 26, [1930]